# 炎黄艺术馆
39°59′45″N 116°24′31″E / 39.9957818°N 116.4086459°E
炎黄艺术馆（英語：Yan Huang Art Museum），位于北京市朝阳区慧忠路9号。

## 简介
炎黄艺术馆是中华人民共和国首座民办公助的大型公益艺术馆。该馆由画家黄胄倡议兴建，在中央以及北京市人民政府的支持及海内外各界人士的帮助下，1986年开工筹建，1991年9月28日正式落成并对外开放。2006年，民生银行介入陷于困境的炎黄艺术馆，2007年正式接手。2013年，民生银行与炎黄艺术馆和平分手，炎黄艺术馆转由黄胄基金会接手。
炎黄艺术馆占地面积28亩，建筑面积达到12000平方米，展厅面积达到3300平方米。主体建筑地下一层半，地上二层半。内设展厅（9个）、多功能厅、画库、画室、艺术商店等等。
建馆时，黄胄捐赠了数千件文物、书画作品。截至2013年，该馆共收藏书画、玉器、瓷器、文房用具、明代家具、民间美术作品、当代艺术作品等6000多件。2013年，民间美术研究专家冯真将自己收藏的近千件民间美术作品捐给该馆。